# عقيل بن مبارك
عقيل بن مبارك بن رميثة بن بن محمد أبي نمي الحسني (ت. 1422) كان شريفًا (أميرًا) مشاركًا لمكة في عهد ابن عمه عنان بن مغامس. توفي سنة 825 هـ (1422م).

## ملحوظات
1. ↑  Ibn Fahd 1988، صفحات 224–225.